# Jeff Hooker
Jeff Hooker (Walnut, 21 marzo 1965) è un allenatore di calcio ed ex calciatore statunitense, di ruolo attaccante.

## Carriera

### Giocatore

#### Club
Dopo aver giocato per 3 stagioni consecutive nella NCAA con i Bruins di UCLA (con 20 gol in 51 presenze), ha giocato a livello professionistico dal 1988 al 1993, e successivamente per un breve periodo nel 1997.

#### Nazionale
Ha partecipato ai Mondiali Under-2o del 1983, nei quali ha giocato 3 partite senza mai segnare; successivamente ha giocato nella Nazionale olimpica americana ai Giochi olimpici di Los Angeles 1984, nei quali ha raccolto 3 presenze senza mai segnare. Il 26 maggio 1985 ha esordito con la Nazionale maggiore, giocando ad Alajuela in una partita pareggiata per 1-1 contro la Costa Rica e valevole per le qualificazioni ai Mondiali di Messico 1986.

### Allenatore
Allena la squadra femminile della Denver University dal 1992; è l'allenatore con più stagioni all'attivo alla guida della squadra, ed ha stabilito numerosi record sia dell'università che della Sun Belt Conference, all'interno della quale gioca la squadra. Dal 1996 al 1997 ha allenato contemporaneamente la squadra maschile e quella femminile.